# Grabów
Grabów – miasto w Polsce, położone w województwie łódzkim, w powiecie łęczyckim, siedziba miejsko-wiejskiej gminy Grabów. Leży w Kotlinie Kolskiej. Jest znany z uprawy cebuli o nazwie grabowska.
Grabów uzyskał lokację miejską w 1372 roku, tracąc ją przejściowo w XVII wieku. W XVI wieku miasto królewskie położone było w województwie łęczyckim. Został pozbawiony praw miejskich 31 maja 1870 i włączone do gminy Grabów w powiecie łęczyckim. W latach 1867–1954 siedziba wiejskiej gminy Grabów, 1954–1972 gromady Grabów, a od 1973 reaktywowanej gminy Grabów. W latach 1975–1998 należał administracyjnie do województwa konińskiego. 1 stycznia 2024 odzyskał status miasta.

## Integralne części miasta
| SIMC    | Nazwa            | Rodzaj       |
| ------- | ---------------- | ------------ |
| 1039085 | Ciasna           | część miasta |
| 1039091 | Grabów-Cegielnia | część miasta |
| 1039100 | Grabów-Dwór      | część miasta |
| 1039122 | Koziny           | część miasta |
| 1039151 | Pruchyniec       | część miasta |

Część wsi o nazwie Probostwo (SIMC 1039145) została zniesiona z dniem 1 stycznia 2024 r.

## Położenie
Miasto położona ok. 13 km na północny zachód od Łęczycy, w zachodniej części powiatu łęczyckiego, przy lokalnej drodze z Łęczycy do Koła i Dąbia.

## Historia

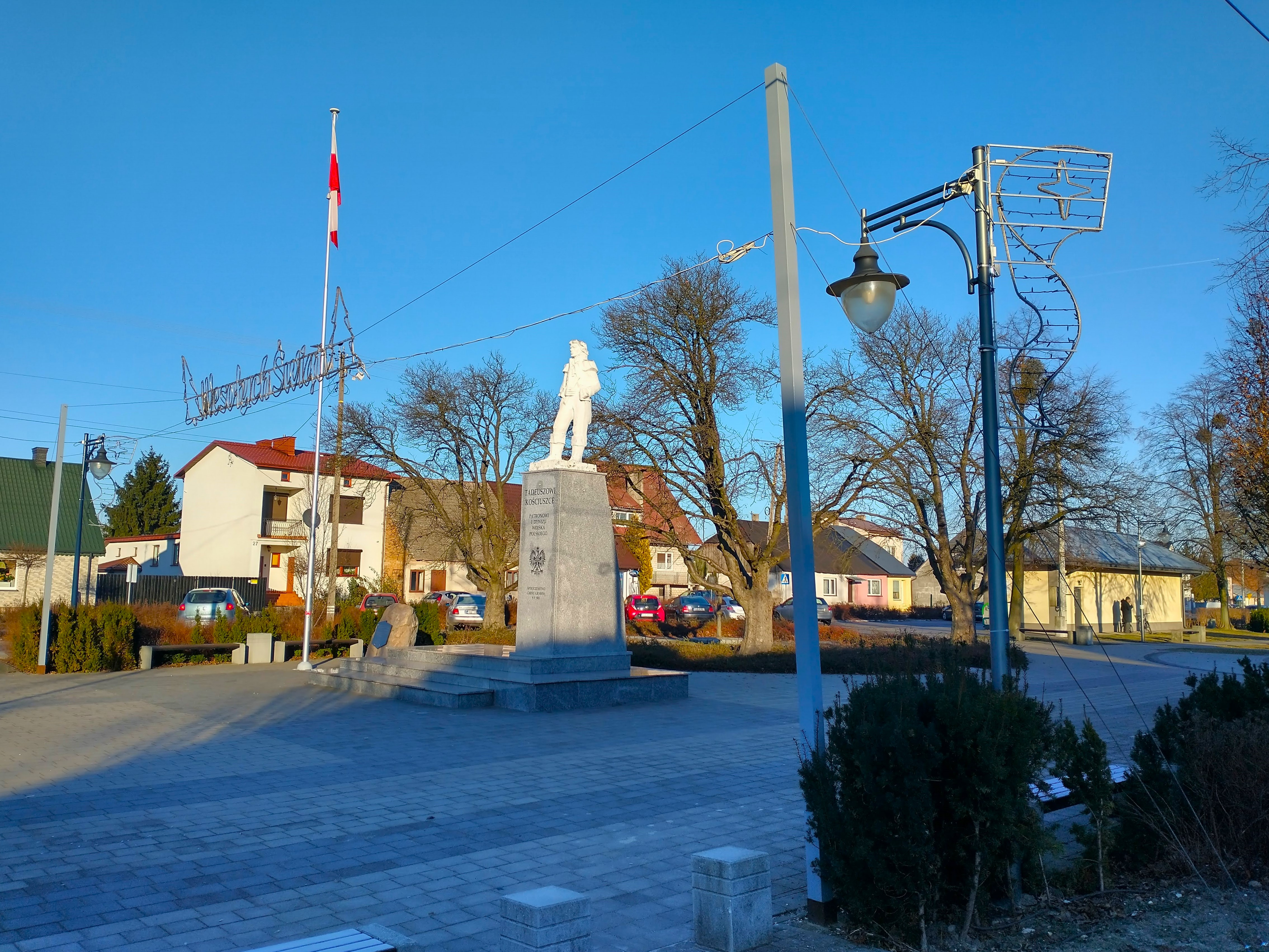
Rynek w Grabowie (Plac Kościuszki) i pomnik Tadeusza Kościuszki

Grabów wzmiankowane po raz pierwszy w 1232 r. jako uposażenie kościoła w Dobrowie. W końcu XIII wieku wieś podupadła. Ponownie występuje w źródłach historycznych w połowie XIV wieku, już jako własność szlachecka. W roku 1372 królowa regentka Elżbieta, na prośbę kasztelana łęczyckiego Mikołaja, pozwoliła na przekształcenie wsi w miasto. Pomyślny rozwój miasta przerwany został w pierwszej połowie XVI wieku. W tym okresie Grabów nazywany był niekiedy wsią. W 1552 r. król Zygmunt August wydał miastu przywilej na trzy jarmarki w ciągu roku i potwierdził prawo do odbywania targów. Nadal było to miasto niewielkie, w 1572 r. pracowało tu tylko 12 rzemieślników. W końcowym okresie XVII wieku miejscowość zatraciła miejski charakter. Nowy przywilej lokacyjny Grabów uzyskał od władz pruskich w 1800 r. W pierwszej połowie XIX wieku powoli wzrastała liczba mieszkańców miasta. W 1809 r. żyło tu 350, a w 1857 r. już 918 osób. W 1859 roku trąba powietrzna zniszczyła część miasta. 29 października 1863 r. pod Grabowem wojska rosyjskie stoczyły bitwę z oddziałem powstańczym. Rosjanie zostali pokonani i musieli przez to wycofać się z miasta. W 1870 r. miejscowość utraciła prawa miejskie. W latach 1905–1907 na terenie miejscowości doszło do kilku burzliwych manifestacji rewolucyjnych. W lutym 1941 r. Niemcy utworzyli we wsi getto dla Żydów. Podczas jego likwidacji, w kwietniu 1942 r. wywieziono stąd 1200 osób do obozu zagłady Kulmhof w Chełmnie nad Nerem. Obecnie Grabów jest małym miastem, posiadającym podstawowe placówki usługowe i handlowe. W okresie PRL-u największym zakładem przemysłowym Grabowa była cegielnia, należąca do Łódzkiego Przedsiębiorstwa Ceramiki Budowlanej. Specjalnością wsi była uprawa cebuli, którą wysyłano za granicę. Plantacje cebuli zajmowały powierzchnię 500 hektarów.

## Zabytki
- Kościół św. Stanisława w Grabowie – rzymskokatolicka świątynia wzniesiona w 1838 r. w stylu klasycystycznym.
- Rynek – centrum miasta stanowi obszerny, wydłużony plac. Zachowały się przy nim liczne domy z początku XIX wieku. Budynki murowane, z sienią przechodnią, kryte są dachami naczółkowymi lub dwuspadowymi. Domy drewniane, o konstrukcji zrębowej, przykrywają najczęściej dachy czterospadowe. Ozdobą niektórych domów jest ciekawe zdobnictwo ciesielskie, m.in. ponacinane belki ścian frontowych i rzeźbione drzwi i okiennice.
- Synagoga w Grabowie – wybudowana w 1881 r., jedna z dwóch synagog jakie zachowały się w powiecie łęczyckim. Obiekt nie pełni już funkcji sakralnych jednak częściowo zachował swój pierwotny wystrój zewnętrzny.
- Cmentarz ewangelicki – założony w I poł. XX w., zlokalizowany przy drodze wylotowej z Grabowa w kierunku Opiesina. Jest to pozostałość po mennonickich Olędrach, osadnictwu których kres położyła II wojna światowa. Nekropolia znajduje się w bardzo złym stanie technicznym, zachowało się na niej parę zrujnowanych nagrobków[13][14][15].
- Cmentarz żydowski w Grabowie – pochodzący z pocz. XIX w. i zdewastowany w okresie II wojny światowej, do czasów współczesnych nie zachowała się na nim żadna macewa a jedynie pamiątkowy obelisk.

## Wydarzenia
- Co roku w Grabowie w pierwszy wtorek po Niedzieli Wielkanocnej odbywają się rozgrywki w palanta, znane jako Dzień Palanta.
- Dzień Cebuli[16].

## Religia
- Rzymskokatolicka parafia św. Stanisława w Grabowie.
- W Grabowie mieszkają mariawici, którzy należą do parafii św. Mateusza Apostoła i Ewangelisty w Nowej Sobótce. Niegdyś mariawici z okolic Grabowa należeli do Grabowskiej Parafii Mariawitów pw. Przenajświętszego Sakramentu z siedzibą w Kadzidłowej.